# Complémentarité quark-lepton
La complémentarité quark-lepton (QLC, pour l'anglais quark-lepton complementarity) est une symétrie fondamentale possible entre les quarks et les leptons. Proposée pour la première fois en 1990 par Foot et Lew, elle suppose que les leptons, comme les quarks, se présentent sous trois « couleurs ». Cette théorie pourrait reproduire le modèle standard à basse énergie, et donc permettre la réalisation de la symétrie quark-lepton dans la nature.

## Preuves possibles de QLC
Des expériences récentes dans les années 2010 sur les neutrinos confirment que la matrice de Pontecorvo-Maki-Nakagawa-Sakata présente des angles de mélange importants. Par exemple, les mesures atmosphériques de la désintégration des particules donnent θPMNS
23 ≈ 45°, tandis que les expériences solaires donnent θPMNS
12 ≈ 34°. Comparez ces résultats avec θPMNS
13 ≈ 9°, qui est nettement plus petit, d'environ ⁠1/4~1/3× la taille, et avec les angles de mélange des quarks dans la matrice de Cabibbo-Kobayashi-Maskawa. La disparité que la nature indique entre les angles de mélange des quarks et des leptons a été considérée en termes de « complémentarité quark-lepton », qui peut être exprimée par les relations :
{\displaystyle \theta _{12}^{\text{PMNS}}+\theta _{12}^{\text{CKM}}\approx 45^{\circ }\,,}
{\displaystyle \theta _{23}^{\text{PMNS}}+\theta _{23}^{\text{CKM}}\approx 45^{\circ }\,.}
Les conséquences possibles de la QLC ont été étudiées dans la littérature. En particulier, une correspondance simple entre les matrices PMNS et CKM a été proposée et analysée en termes de matrice de corrélation. La matrice de corrélation VM est approximativement définie comme le produit des matrices CKM et PMNS :
{\displaystyle V_{\text{M}}=U_{\text{CKM}}\cdot U_{\text{PMNS}}\,,}
L'unitarité implique :
{\displaystyle U_{\text{PMNS}}=U_{\text{CKM}}^{\dagger }V_{\text{M}}\,.}

## Questions ouvertes
On peut se demander d'où proviennent les grands mélanges de leptons et si cette information est implicite dans la matrice  VM . Cette question a été largement étudiée dans la littérature, mais sa réponse reste ouverte. De plus, dans certaines théories de grande unification (GUT), la corrélation QLC directe entre les matrices de mélange CKM et PMNS peut être obtenue. Dans cette classe de modèles, la matrice VM est déterminée par la matrice de masse des neutrinos lourds de Majorana.
Malgré les relations naïves entre les angles PMNS et CKM, une analyse détaillée montre que la matrice de corrélation est phénoménologiquement compatible avec un modèle tribimaximal (en), et seulement marginalement avec un modèle bimaximal. Il est possible d'inclure des formes bimaximales de la matrice de corrélation VM dans des modèles avec des effets de renormalisation qui ne sont pertinents, cependant, que dans des cas particuliers avec {\displaystyle \ \tan \beta >40\ } et avec des masses de neutrinos quasi-dégénérées.